# Villa gemella
Villa gemella är en tvåvingeart som först beskrevs av Daniel William Coquillett 1892.  Villa gemella ingår i släktet Villa och familjen svävflugor.
Artens utbredningsområde är Kalifornien. Inga underarter finns listade i Catalogue of Life.